# اسنوو هیل (مریلند)
اسنوو هیل (به انگلیسی: Snow Hill) شهری در ایالت مریلند کشور ایالات متحده آمریکا است که جمعیت آن در سرشماری سال ۲۰۱۰ میلادی، ۲٬۱۰۳ نفر بوده‌است.